# Joe Alaskey
Joseph Francis „Joe” Alaskey III (ur. 17 kwietnia 1952 w Troy, zm. 3 lutego 2016 w Green Island) – amerykański aktor głosowy i komik.
Nazywany następcą Mela Blanca jako głos bohaterów filmów animowanych i gier wytwórni Warner Bros. takich jak Królik Bugs, Kaczor Daffy, Marsjanin Marvin, Yosemite Sam, Skunks Pepé Le Swąd, Kurak Leghorn, Sęp Szponek, Kot Sylwester, Kanarek Tweety i Żółw Cecil.
Jak sam twierdzi, został odkryty przez innego aktora dubbingowego – Billa Scotta, z którego rekomendacji Alaskey odgrywał w reklamach postać Borisa Badenova. Boris Badenov pochodzi z serialu animowanego Rocky, Łoś Superktoś i przyjaciele, w którym grał Scott.
W 1997, po śmierci Davida Doyle’a przejął rolę dziadka Lou w serialu Pełzaki. Można go też usłyszeć w filmie Forrest Gump jako głos pod Richarda Nixona.
W 2004 był nominowany do nagrody Annie za dubbing Kaczora Daffiego w Looney Tunes znowu w akcji, a także zdobył nagrodę Daytime Emmy Awards za rolę tytułową rolę w serialu Kaczor Dodgers.
Zmarł 3 lutego 2016 na raka w Nowym Jorku.

## Filmografia

### Filmy
| Rok  | Film                                                   | Rola                    |
| ---- | ------------------------------------------------------ | ----------------------- |
| 2015 | Tom i Jerry: Superagenci                               | Droopy                  |
| 2013 | Tom i Jerry: Magiczna fasola                           | Droopy                  |
| 2012 | Tom i Jerry: Robin Hood i jego Księżna Mysz            | Brat Tuck               |
| 2012 | Tom i Jerry: Robin Hood i jego Księżna Mysz            | Droopy                  |
| 2011 | Tom i Jerry: Czarnoksiężnik z krainy Oz                | Czarnoksiężnik z Oz     |
| 2008 | Liga Sprawiedliwych: Nowa granica                      | Królik Bugs             |
| 2007 | Elf Bowling the Movie: The Great North Pole Elf Strike | Święty Mikołaj          |
| 2006 | Bah Humduck!: A Looney Tunes Christmas                 | Kaczor Daffy            |
| 2006 | Bah Humduck!: A Looney Tunes Christmas                 | Kot Sylwester           |
| 2006 | Bah Humduck!: A Looney Tunes Christmas                 | Marsjanin Marwin        |
| 2006 | Bah Humduck!: A Looney Tunes Christmas                 | Skunks Pepé Le Swąd     |
| 2006 | Bah Humduck!: A Looney Tunes Christmas                 | Kurak Leghorn           |
| 2004 | Daffy Duck for President                               | Kaczor Daffy            |
| 2004 | Daffy Duck for President                               | Królik Bugs             |
| 2004 | Hare and Loathing in Las Vegas                         | różne głosy             |
| 2003 | Looney Tunes znowu w akcji                             | Królik Bugs             |
| 2003 | Looney Tunes znowu w akcji                             | Kaczor Daffy            |
| 2003 | Looney Tunes znowu w akcji                             | Prezes Acme Corporation |
| 2003 | Looney Tunes znowu w akcji                             | Kot Sylwester           |
| 2003 | Looney Tunes znowu w akcji                             | Marsjanin Marwin        |
| 2003 | Looney Tunes: Reality Check                            | Królik Bugs             |
| 2003 | Looney Tunes: Reality Check                            | Kaczor Daffy            |
| 2003 | Looney Tunes: Reality Check                            | Kot Sylwester           |
| 2003 | Looney Tunes: Reality Check                            | Kanarek Tweety          |
| 2003 | Looney Tunes: Reality Check                            | Sęp Szponek             |
| 2003 | Looney Tunes: Reality Check                            | Żółw Cecil              |
| 2003 | Looney Tunes: Stranger Than Fiction                    | Kaczor Daffy            |
| 2003 | Looney Tunes: Stranger Than Fiction                    | Kot Sylwester           |
| 2003 | Looney Tunes: Stranger Than Fiction                    | Sylwester Junior        |
| 2003 | Looney Tunes: Stranger Than Fiction                    | Kanarek Tweety          |
| 2003 | Looney Tunes: Stranger Than Fiction                    | Marsjanin Marwin        |
| 2002 | Balto II: Wilcza wyprawa                               | Myśliwy                 |
| 2002 | Balto II: Wilcza wyprawa                               | Nuk                     |
| 2001 | Scooby Doo i Cyber-Pościg                              | Oficer Wembley          |
| 2001 | The Rugrats: All Growed Up                             | Louis Pickles           |
| 2000 | Król ringu                                             | Jackie Gleason          |
| 2000 | Pełzaki w Paryżu                                       | Lou Pickles             |
| 2000 | Tweety – wielka podróż                                 | Kanarek Tweety          |
| 2000 | Tweety – wielka podróż                                 | Kot Sylwester           |
| 2000 | Tweety – wielka podróż                                 | Królik Bugs             |
| 2000 | Tweety – wielka podróż                                 | Kaczor Daffy            |
| 2000 | Tweety – wielka podróż                                 | Marsjanin Marwin        |
| 2000 | Tweety – wielka podróż                                 | Pułkownik Rimfire       |
| 2000 | Tweety – wielka podróż                                 | Jastrząbek Henry        |
| 1998 | Pełzaki: Gdzie jest bobas?                             | Lou Pickles             |
| 1998 | Quest for Camelot Sing-Alongs                          | Kanarek Tweety          |
| 1997 | Father of the Bird                                     | Kot Sylwester           |
| 1997 | Bugs Bunny's Funky Monkeys                             | różne głosy             |
| 1996 | Marvin the Martian in the Third Dimension              | Kaczor Daffy            |
| 1996 | Marvin the Martian in the Third Dimension              | K-9                     |
| 1996 | Marvin the Martian in the Third Dimension              | Marsjanin Marwin        |
| 1995 | Kacper                                                 | Stinkie                 |
| 1995 | Tiny Toons' Night Ghoulery                             | Kaczor Tasior           |
| 1995 | Gruba ryba                                             | Kingfish                |
| 1995 | Carrotblanca                                           | Kot Sylwester           |
| 1995 | Carrotblanca                                           | Kaczor Daffy            |
| 1994 | Animki: Ferie wiosenne                                 | Kaczor Tasior           |
| 1994 | Forrest Gump                                           | Richard Nixon           |
| 1994 | Kelnerka                                               | Producent               |
| 1994 | Rabuś                                                  | Nocny urzędnik          |
| 1992 | It's a Wonderful Tiny Toons Christmas Special          | Kaczor Tasior           |
| 1992 | A Wish for Wings That Work                             | Truffles                |
| 1992 | Bugs Bunny's Lunar Tunes                               | Kaczor Daffy            |
| 1992 | Bugs Bunny's Lunar Tunes                               | Marsjanin Marwin        |
| 1992 | The Honeymooners: The Lost Episodes                    | Ralph Kramden           |
| 1992 | Tiny Toon Adventures: How I Spent My Vacation          | Kaczor Tasior           |
| 1992 | Tiny Toon Adventures: How I Spent My Vacation          | Tupelo Toad             |
| 1990 | Spaced Invaders                                        | Dr Ziplock              |
| 1988 | Gość na świąteczny obiad                               | Ron Douglas             |
| 1988 | Kto wrobił królika Rogera?                             | Yosemite Sam            |
| 1988 | Kto wrobił królika Rogera?                             | Kurak Leghorn           |

### Seriale
| Lata emisji | Serial                                | Rola                                                       |
| ----------- | ------------------------------------- | ---------------------------------------------------------- |
| 2010–2014   | The Looney Tunes Show                 | Kot Sylwester                                              |
| 2010–2014   | The Looney Tunes Show                 | Kanarek Tweety                                             |
| 2005–2008   | Awatar: Legenda Aanga                 | różne głosy                                                |
| 2005–2007   | Loonatics Unleashed                   | Sylth Vester                                               |
| 2005–2007   | Loonatics Unleashed                   | The Royal Tweetums                                         |
| 2005–2007   | Loonatics Unleashed                   | Stoney the Stone                                           |
| 2005–2007   | Loonatics Unleashed                   | Marsjanin Melvin                                           |
| 2003–2008   | All Grown Up                          | Lou Pickles                                                |
| 2003–2005   | Kaczor Dodgers                        | Kaczor Dodgers                                             |
| 2003–2005   | Kaczor Dodgers                        | Marsjanin Marwin                                           |
| 2001        | Jason and the Heroes of Mount Olympus | różne głosy                                                |
| 2001        | Strażnicy czasu                       | Wilbur Wright (odcinek Sztuka latania według braci Wright) |
| 2001        | Samuraj Jack                          | Generał (odcinek Jack i trzej ślepi strzelcy)              |
| 1996–1999   | The Bugs n' Daffy Show                | Kaczor Daffy                                               |
| 1996–1998   | Kacper                                | Stinkie                                                    |
| 1996–1998   | Kacper                                | Narrator                                                   |
| 1996–1997   | Project G.e.e.K.e.R.                  | różne głosy                                                |
| 1995–2000   | Sylwester i Tweety na tropie          | Kot Sylwester                                              |
| 1995–2000   | Sylwester i Tweety na tropie          | Kanarek Tweety                                             |
| 1995–1998   | Świat według Ludwiczka                | różne głosy                                                |
| 1995–2004   | The Drew Carey Show                   | Kaczor Daffy (odcinek My Best Friend’s Wedding)            |
| 1993–1994   | Szmergiel                             | Słoń Flaps                                                 |
| 1992–1994   | Mała Syrenka                          | Homar Mafiozo                                              |
| 1992        | The Plucky Duck Show                  | Kaczor Tasior                                              |
| 1992        | The Plucky Duck Show                  | Kaczor Ralph                                               |
| 1992        | The Plucky Duck Show                  | Wade                                                       |
| 1991–2004   | Pełzaki                               | Lou Pickles (od 1998 roku)                                 |
| 1991–1994   | Nurses                                | Trekker (odcinek Eat Something)                            |
| 1991–1993   | Powrót do przyszłości                 | Szeryf                                                     |
| 1991        | Gdzie jest Wally?                     | różne głosy                                                |
| 1990–1992   | Przygody Animków                      | Kaczor Tasior                                              |
| 1990–1992   | Przygody Animków                      | Kaczor Ralph                                               |
| 1990–1992   | Przygody Animków                      | różne głosy                                                |
| 1990–1993   | Szczenięce lata Toma i Jerry’ego      | różne głosy                                                |
| 1987–1991   | Nie z tego świata                     | Beano Froelich                                             |
| 1987        | Mighty Mouse, the New Adventures      | Sourpuss                                                   |
| 1987        | D.C. Follies                          | różne głosy                                                |
| 1985        | Galtar and the Golden Lance           | różne głosy                                                |
| 1984–1992   | Night Court                           | Thomas Dobbs (odcinek Author, Author)                      |
| 1982–1984   | Richie Rich                           | Baby Huey                                                  |
| 1982–1984   | Richie Rich                           | Vincent Virus                                              |

### Gry
| Rok  | Gra                                                  | Rola              |
| ---- | ---------------------------------------------------- | ----------------- |
| 2014 | Lego Batman 3: Poza Gotham                           | Zielona Latarnia  |
| 2008 | White Knight Chronicles                              | Drisdall          |
| 2007 | Spider-Man: Friend or Foe                            | Doktor Octopus    |
| 2007 | Looney Tunes: Acme Arsenal                           | Królik Bugs       |
| 2007 | Looney Tunes: Acme Arsenal                           | Kaczor Daffy      |
| 2007 | Looney Tunes: Acme Arsenal                           | Marsjanin Marwin  |
| 2007 | Looney Tunes: Acme Arsenal                           | Kot Sylwester     |
| 2006 | Gothic 3                                             | różne głosy       |
| 2006 | The Sopranos: Road to Respect                        | różne głosy       |
| 2006 | SpongeBob SquarePants: Creature from the Krusty Krab | Syrenaman         |
| 2004 | Spider-Man 2                                         | Dr Curt Connors   |
| 2004 | Spider-Man 2                                         | Bandyta           |
| 2004 | The Dukes of Hazzard: Return of the General Lee      | różne głosy       |
| 2003 | Looney Tunes: Back in Action                         | Królik Bugs       |
| 2003 | Looney Tunes: Back in Action                         | Kaczor Daffy      |
| 2003 | Looney Tunes: Back in Action                         | Prezes ACME       |
| 2003 | Looney Tunes: Back in Action                         | Marsjanin Marwin  |
| 2003 | Looney Tunes: Back in Action                         | Kot Sylwester     |
| 2002 | Taz Wanted                                           | różne głosy       |
| 2000 | Escape from Monkey Island                            | Digg              |
| 2000 | Escape from Monkey Island                            | Edd               |
| 2000 | Vampire: The Masquerade - Redemption                 | różne głosy       |
| 2000 | Bugs Bunny & Taz: Time Busters                       | Count Blood Count |
| 2000 | Bugs Bunny & Taz: Time Busters                       | Kaczor Daffy      |
| 2000 | Bugs Bunny & Taz: Time Busters                       | Kanarek Tweety    |
| 2000 | Bugs Bunny & Taz: Time Busters                       | Bubba Chop        |
| 2000 | Looney Tunes Racing                                  | Kaczor Daffy      |
| 2000 | Looney Tunes Racing                                  | Kot Sylwester     |
| 2000 | Looney Tunes Racing                                  | Gossamer          |
| 2000 | Looney Tunes Racing                                  | Rocky             |
| 2000 | Looney Tunes Racing                                  | Marsjanin Marwin  |
| 2000 | Looney Tunes Racing                                  | Kanarek Tweety    |
| 2000 | Looney Tunes Racing                                  | Dżin              |
| 2000 | Looney Tunes Racing                                  | Zły Naukowiec     |
| 2000 | Looney Tunes: Space Race                             | Kaczor Daffy      |
| 2000 | Looney Tunes: Space Race                             | Marsjanin Marwin  |
| 2000 | Looney Tunes: Space Race                             | Kot Sylwester     |
| 2000 | Looney Tunes: Space Race                             | Kanarek Tweety    |
| 1999 | Bugs Bunny: Lost in Time                             | Marsjanin Marwin  |
| 1999 | Bugs Bunny: Lost in Time                             | Kaczor Daffy      |
| 1999 | Bugs Bunny: Lost in Time                             | Rocky             |
| 1999 | Bugs Bunny: Lost in Time                             | Mugsy             |
| 1999 | Star Wars Episode I: The Phantom Menace              | Ważny kupiec      |
| 1999 | Star Wars Episode I: The Phantom Menace              | Tłumacz           |
| 1999 | Star Wars Episode I: The Phantom Menace              | Sługus Watto      |
| 1997 | Rugrats Adventure Game                               | Lou Pickles       |
| 1996 | Tiny Toon Adventures: Buster and the Beanstalk       | Kaczor Tasior     |